# 大關山事件
大關山事件，是發生於日治台灣時期台東廳檜谷駐在所，由拉馬達·星星及其夥同布農人對統治當局發動的突襲式反抗行動。

## 概略
1932年，拉馬達·星星等人狙擊檜谷駐在所的3名警察，造成2死1重傷；其人於同年底全遭警察逮捕處決。

## 延伸閱讀
- 歷史與記憶之間 : 從大關山事件談起，楊淑媛，頁31-64，臺大文史哲學報 第五十九期，臺灣大學文學院，2003年11月 （页面存档备份，存于）